# DOLL (SCANDALの曲)
「DOLL」（ドール）は、SCANDALのメジャーデビューシングル。2008年10月22日にエピックレコードジャパンから発売された。

## 概要
発売前より、全国のパワープレイなどでオンエアされた。初回盤には「DOLL」のメンバーによる合いの手入りのカラオケ映像編集PVを収録したDVDが付属。

## 収録曲
1. DOLL
作詞：TOMOMI、作曲：トキタサトシ、編曲：西川進、SCANDAL
2. S.L.Magic
作詞：RINA、作曲：MASTERWORKS、編曲：MASTERWORKS、SCANDAL
3. DOLL (Instrumental)